# Paranatama
Paranatama är en kommun i Brasilien.   Den ligger i delstaten Pernambuco, i den östra delen av landet, 1 400 km nordost om huvudstaden Brasília. Antalet invånare är 11 001.
Omgivningarna runt Paranatama är huvudsakligen savann. Runt Paranatama är det ganska tätbefolkat, med 70 invånare per kvadratkilometer.